# Voinjama
Voinjama – miasto w północnej Liberii, stolica hrabstwa Lofa. Według danych na rok 2008 liczy 26 594 mieszkańców. Położone niedaleko granicy z Gwineą.